# Michaelskapelle (Hittisau)

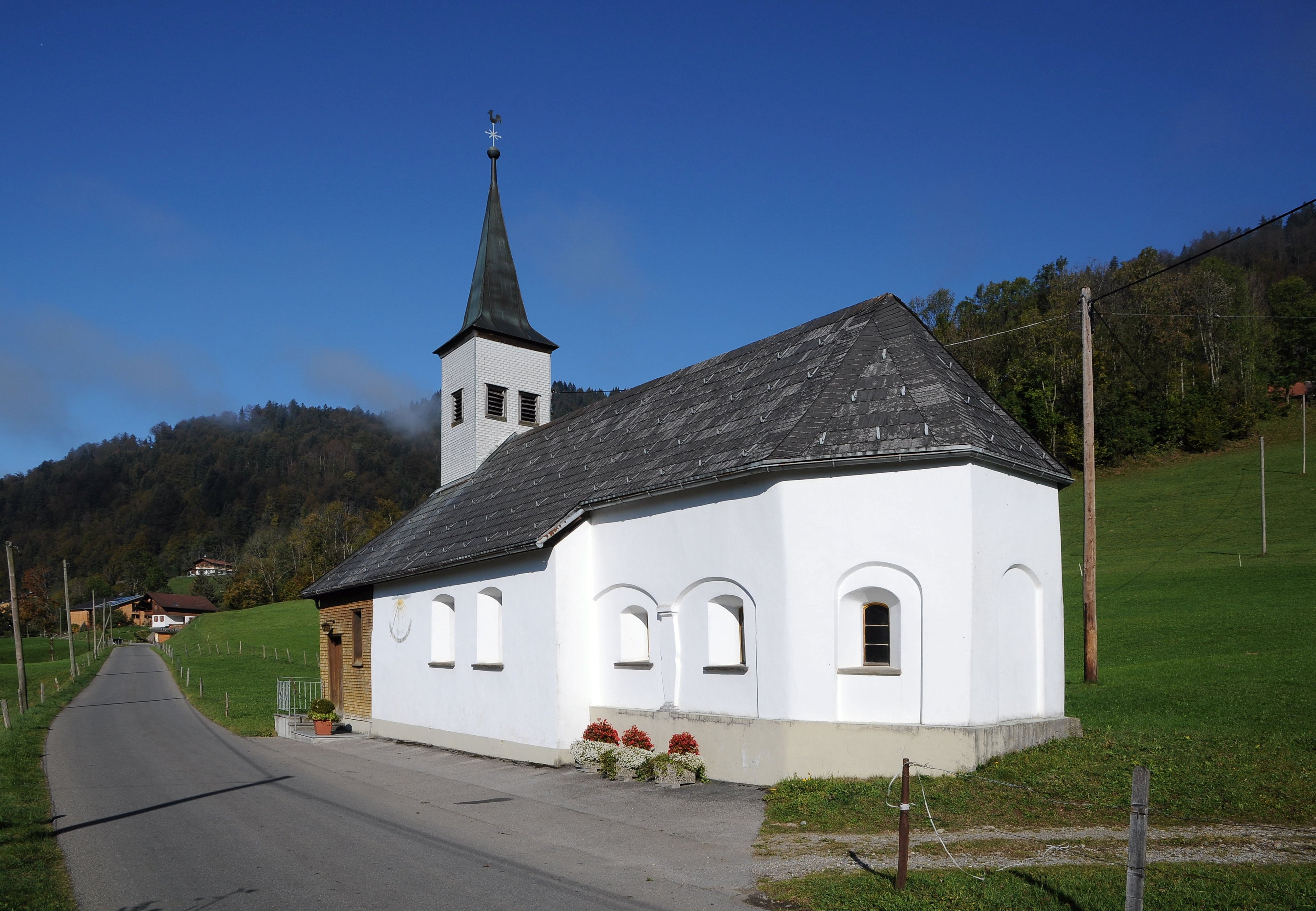
Außenansicht

Die Michaelskapelle ist eine römisch-katholische Kapelle im Weiler Reute in der Gemeinde Hittisau. Sie ist das älteste Gebäude Hittisaus und steht unter Denkmalschutz.
Die ursprünglich wesentlich kleinere Kapelle wurde zwei Mal erweitert.

## Geschichte
Der Altarraum mit Blendarkaden mit polygonalem Kreuzgewölbe und einem Dachreiter mit Spitzhelm entstand um das Jahr 1660. Um 1800 wurde das Langhaus mit einer Flachdecke über einem profilierten Gesims angebaut. 1904 schließlich bekam die Kapelle ihren markanten hölzerne Vorraum und den Turm.

## Ausstattung

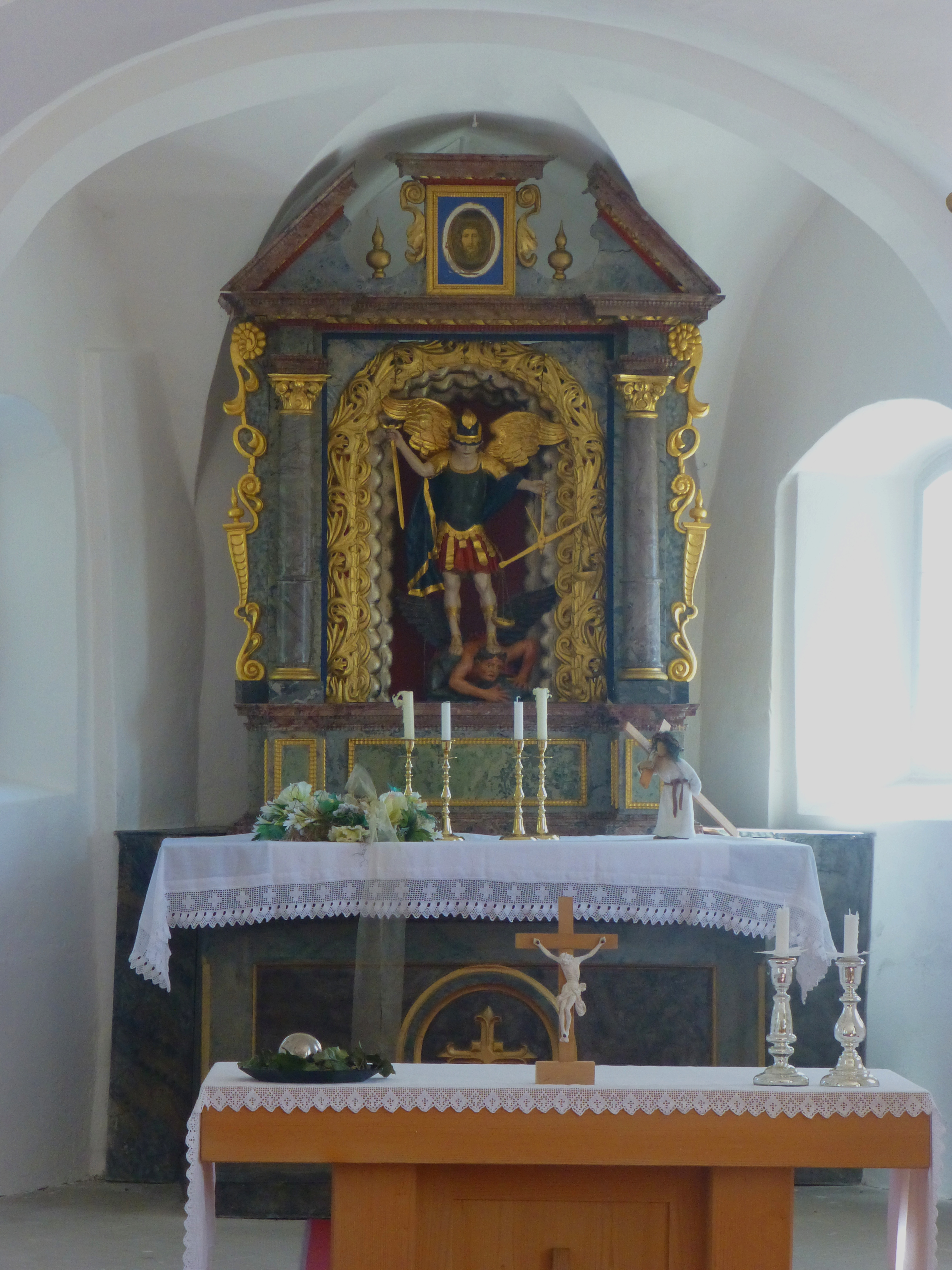
Hochaltar

Der um 1660 errichtete Hochaltar trägt eine Statue des Heiligen Michael. Die Seitenaltäre aus dem 18. Jahrhundert tragen Figuren aus dem 19. und 20. Jahrhundert, links die Statue „Maria, die Rosenkranzkönigin“ und rechts der Heilige Josef mit Jesuskind.
Die rechte Seitenwand des Langhauses ziert das Gemälde Maria vom Guten Rat aus dem 18. Jahrhundert, gegenüber ist eine Statue von Gottvater als Herrscher mit Zepter und Weltkugel platziert.
Im Vorraum finden sich Statuen des Heiligen Konrad von Parzham, des Heiligen Antonius und der Heiligen Theresa sowie ein Gemälde aus dem 18. Jahrhundert, das wieder den Erzengel Michael darstellt.